# José María Ceballos
José María Ceballos Vega (Pámanes, Liérganes, Cantabria, 7 de septiembre de 1968), conocido como José Ceballos, es un exfutbolista español y actual preparador de porteros de las secciones inferiores del Racing. Jugaba de portero y su primer equipo fue el Rayo Cantabria de España.
Es el jugador con más partidos  oficiales disputados en la historia del  Racing de Santander (460).

## Trayectoria
Jugaba en la demarcación de portero y su primer equipo fue el CD Cayón, luego pasó al Racing juvenil y posteriormente al santanderino Rayo Cantabria (entre 1987 y 1989), antiguo filial del conjunto en el que transcurrió la práctica totalidad de su carrera deportiva, el Racing de Santander, en el que estuvo durante catorce temporadas consecutivas entre 1989 y 2003 (nueve en Primera, cuatro en Segunda y una en Segunda B). Siendo el jugador que más partidos ha disputado con el equipo cántabro (460), con el que consiguió dos ascensos a Primera y uno a Segunda.
Por otra parte, fue convocado para formar parte de la selección de fútbol de Cantabria, en cualidad de portero de la misma.
El 18 de septiembre de 2008 realizó el saque el honor en el partido de debut en la Copa de la UEFA del Racing de Santander frente al FC Honka Espoo junto con Luis Aldomar (abonado n.º 1 del Racing), Emilio Amavisca Jr. (hijo de José Emilio Amavisca y miembro de las categorías inferiores), María Ángeles Alsúa (hija de Rafael Alsúa) y Francisco Pernía (presidente del Racing).

## Carrera deportiva
| Club                  | Temporada           | Liga  | Liga  | Copa  | Copa  | Promoción | Promoción | Total | Total |
| Club                  | Temporada           | Part. | Goles | Part. | Goles | Part.     | Goles     | Part. | Goles |
| --------------------- | ------------------- | ----- | ----- | ----- | ----- | --------- | --------- | ----- | ----- |
| Rayo Cantabria España | 1987/88             | 30    | -     | 1     | -     | -         | -         | -     | -     |
| Rayo Cantabria España | 1988/89             | -     | -     | 2     | -     | -         | -         | -     | -     |
| Rayo Cantabria España | Total               | 30    | -     | 3     | -     | -         | -         | 33    | -     |
| Racing España         | 1989/90             | 37    | -     | 1     | -     | -         | -         | 38    | -     |
| Racing España         | 1990/91             | 32    | -     | 5     | -     | 6         | -         | 43    | -     |
| Racing España         | 1991/92             | 28    | -     | 4     | -     | -         | -         | 32    | -     |
| Racing España         | 1992/93             | 36    | -     | 3     | -     | 2         | -         | 41    | -     |
| Racing España         | 1993/94             | 37    | -     | 1     | -     | -         | -         | 38    | -     |
| Racing España         | 1994/95             | 38    | -     | 1     | -     | -         | -         | 39    | -     |
| Racing España         | 1995/96             | 41    | -     | -     | -     | -         | -         | 41    | -     |
| Racing España         | 1996/97             | 40    | -     | 4     | -     | -         | -         | 44    | -     |
| Racing España         | 1997/98             | 36    | -     | 1     | -     | -         | -         | 37    | -     |
| Racing España         | 1998/99             | 27    | -     | 3     | -     | -         | -         | 30    | -     |
| Racing España         | 1999/00             | 21    | -     | 1     | -     | -         | -         | 22    | -     |
| Racing España         | 2000/01             | 34    | -     | 2     | -     | -         | -         | 36    | -     |
| Racing España         | 2001/02             | 9     | -     | -     | -     | -         | -         | 9     | -     |
| Racing España         | 2002/03             | 10    | -     | -     | -     | -         | -         | 10    | -     |
| Racing España         | Total               | 426   | -     | 26    | -     | 8         | -         | 460   | -     |
| Total en su carrera   | Total en su carrera | 456   | -     | 29    | -     | 8         | -         | 493   | -     |

## Premios, reconocimientos y distinciones
- El Gobierno de Cantabria le condecoró en septiembre de 2007 con la Medalla de Oro al Mérito Deportivo.[3]
- Medalla de Oro de la Real Orden del Mérito Deportivo, otorgada por el Consejo Superior de Deportes.[cita requerida]